# Eunidia ziczac
Eunidia ziczac är en skalbaggsart som beskrevs av Stefan von Breuning 1939. Eunidia ziczac ingår i släktet Eunidia och familjen långhorningar.
Artens utbredningsområde är:
- Malawi.
- Zimbabwe.

Inga underarter finns listade i Catalogue of Life.